# 西村高司
西村 高司（にしむら たかし、1954年12月11日 - ）は、滋賀県出身の元プロ野球選手。右投右打。

## 来歴・人物
滋賀県立伊香高等学校ではエース、四番打者、主将として1972年夏の甲子園県予選決勝に進出するが、膳所高に敗退し京滋大会には出場できなかった。打者としても高校3年間で19本塁打を記録する。
打撃面を評価され、同年のドラフト2位で読売ジャイアンツに指名され内野手として入団。しかし3年間で一軍公式戦の出場はなく、1975年のオフ自ら任意引退。
引退後は中京大学に進学し、教員免許を取得。栗東高校、長浜北高校を経て、石部高校保健体育教諭。同校のソフトボール部の監督も務めた。その後は長浜高校で野球部監督となり、引退。

## 詳細情報

### 年度別投手成績
- 一軍公式戦出場なし

### 背番号
- 50 （1973年 - 1975年）